# Karpote
Karpote is een bestuurslaag in het regentschap Bangkalan van de provincie Oost-Java, Indonesië. Karpote telt 2730 inwoners (volkstelling 2010).